# Pony (Band)
Pony war eine deutsche Kinderband, die von den Produzenten Kurt Feltz und Heinz Gietz um den Sopransänger Achim Rodewald gebildet wurde. Mit dem Lied von Manuel wurde die Gruppe im Sommer 1979 als Manuel & Pony bekannt. Mitglied der Gruppe war zeitweise auch die spätere Entertainerin Anke Engelke. Es entstanden weitere Lieder ohne Manuel, teilweise mit neuem Sänger als Chris & Pony.

## Mitglieder
- Achim Rodewald (* 3. Juli 1965 in Bensberg) als „Manuel“,[2] bis Dezember 1979
- Christopher Shepherd, als "Chris", ab Januar 1980
- Achim Back
- Silke Back (* 1966)
- Beate  „Bixi“ Humpert (* 1965), bis September 1979
- Anke Engelke (* 21. Dezember 1965), ab Oktober 1979
- Eva Albach (* 1963)

## Werdegang
Achim Rodewald war Mitte der 1970er Jahre Mitglied des Kinderchors „Sonntagskinder“. Unter der Leitung von Rudolf Becher entstanden mehrere LPs und der Chor wurde vom ZDF wiederholt in Fernsehshows eingeladen. Dank seiner hellen Knabensopranstimme übernahm Rodewald nach kurzer Zeit Soloparts innerhalb des Chores.
Bei den Fernsehauftritten entdeckte das Produzententeam Kurt Feltz und Heinz Gietz den Jungen. Sie luden ihn 1978 ein, gemeinsam mit Caterina Valente den Song Manuel aufzunehmen. Die Aufnahme entwickelte sich zu einem unerwarteten Erfolg für Valente. Zum ersten Mal seit 14 Jahren erreichte sie wieder die deutschen Singlecharts. Es folgten Auftritte in der ZDF-Hitparade und in Musik ist Trumpf. Bei der Verleihung des Goldenen Ehrenlöwen von RTL trat sie 1978 in der Dortmunder Westfalenhalle zusammen mit Rodewald vor über 20.000 Zuschauern auf.
Feltz und Gietz, die die Popularität des Jungen erkannt hatten, bauten zusammen mit Produzent Botho Lucas um ihn den Kinderchor Pony (mit Mitgliedern der Sonntagskinder) auf. Gemeinsam entstand unter dem Namen „Manuel & Pony“ Das Lied von Manuel. In dem Song thematisieren die Kinder das Schicksal eines spanischen Einwandererjungen, der anfänglich bei den Kindern seiner Nachbarschaft auf Ablehnung stößt. Erst als er für die Behandlung eines kranken Kindes ein Benefizkonzert gibt, gelingt es ihm, Freundschaften zu schließen. Die Aufnahme entwickelte sich zu einer der erfolgreichsten Singles des Jahres 1979. Sie stieg bis auf Platz fünf der deutschen Charts und hielt sich insgesamt 13 Wochen in den Top Ten. Im November 1979 erreichte sie Platz eins der ZDF-Hitparade.
Nach diesem Erfolg nahm der Musikproduzent Ralph Siegel Rodewald unter Vertrag und produzierte mit ihm bis zu dessen Stimmbruch zwei Langspielplatten. Die vier verbliebenen Bandmitglieder traten mit dem neuen Sänger Christopher Shepherd eine Zeitlang unter dem Namen „Chris & Pony“ auf. Auf dem 1980 erschienenen Pony-Album namens Das Lied von Manuel sind neben dem von Manuel gesungenen Titelsong fünf Lieder mit Chris & Pony und fünf nur mit Pony zu hören. Später gründeten Engelke und Albach mit zwei weiteren jungen Frauen die von Lucas gemanagte Swing-Gruppe Euro Cats.

## Diskografie
Alben
- 1980: Das Lied von Manuel (als Manuel & Pony)
- 1980: Manuel und seine Lieder (als Manuel)
- 1980: Stille Nacht – Manuel singt Deutsche Weihnachtslieder (als Manuel)

Singles
- 1979: Das Lied von Manuel/Mannomann (als  Manuel & Pony)
- 1980: Ich denke viel an Blondie/Freddys Birthday (als Chris & Pony)